# Christian Dotremont
Christian Dotremont (n. en Tervuren en 1922 y f. en Buizingen en 1979) fue un pintor y poeta belga famoso por sus logogramas, fue miembro del grupo CoBrA. Sus ideas influyeron en la Internacional Situacionista. Trabajó con Guy Debord, quien fue su maestro y guía en el área del cine.

## Obras
- Labisse (1946).
- Les jambages au cou (1949).
- Cobra 1948 - 1951 - prefacio de Christian Dotremont, (1980, Jean-Michel Place).
- Cartes et lettres: correspondance 1966-1979 (1986).